# Locomotiva FS E.402B
Le E.402B sono delle locomotive delle Ferrovie dello Stato Italiane di concezione moderna nate come evoluzione del precedente gruppo E.402A.

## Storia
La storia delle locomotive E.402B nasce in seguito al successo delle sorelle maggiori E.402A. Con un ulteriore bisogno di ammodernare il parco rotabili, vennero progettate delle nuove locomotive elettriche 3 kV c.c. adatte ad affiancare le ormai anziane E.444 per il traino di treni passeggeri a lunga percorrenza sulle linee elettrificate nazionali. Nel 1995 vi fu inoltre una modifica connessa all'ordine di progettazione di 20 unità del gruppo (139÷158, il gruppo “Francia”), con lo scopo di ottenere delle macchine con caratteristiche specifiche, in grado di operare sulle linee francesi, essenzialmente per il trasporto merci. La prima unità adibita a tale servizio risultò essere la E.402B.139, che effettuò le prime corse prova il 29 luglio 1999 tra le città di Roma e Napoli, godendo del supporto della E.402B.174. Successivamente si sono susseguiti ulteriori test in Francia, sotto la catenaria transalpina, dove la macchina poté utilizzare per la prima volta il terzo pantografo, appositamente studiato per reti alimentate a 25 kV c.a.. Terminata la consegna, la piccola sottoserie E.402B “Francia”, nei primi anni duemila, ebbe il compito di effettuare alcuni merci internazionali fra Italia e Francia, in particolare via Modane. Nel 2010, a causa del fallimento del progetto di interoperabilità con la Francia (analogamente a quanto successo agli ETR.500) fu avviata la riconversione delle 20 unità del gruppo "Francia" in E.402B di serie, essendo oramai quasi tutte confluite in carico presso la divisione passeggeri di Trenitalia.
Concepite come macchine di punta delle Ferrovie dello Stato italiane, grazie alle loro buone doti di potenza, tecnologia, affidabilità di bordo (in grado di raggiungere all'occorrenza velocità massime superiori ai 200 Km/h) le E.402B hanno assunto negli anni, sulla rete italiana gestita da RFI, anche l'incarico di locomotive titolari di alcuni treni internazionali di prestigio, come il Venice Simplon-Orient-Express, non disdegnando il frequente traino di alcune composizioni di convogli della categoria Euronight. Contestualmente, data la rilevante importanza delle caratteristiche tecniche e progettuali, la stessa RFI, responsabile della manutenzione dell'infrastruttura ferroviaria, ha rilevato nel tempo alcune di queste macchine per il traino dei suoi treni diagnostici, costituendo così una piccola flotta composta dalle E.402B.101, 142, 149. 
Superato il traguardo dei vent'anni di servizio, nel luglio 2021, viene emesso un bando relativo al rinnovo dell'impianto antincendio di 77 unità del gruppo; tuttavia a fine 2022, con l'abbandono della categoria Frecciabianca e la drastica riduzione degli incarichi presso la categoria InterCity, sempre più affidati al traino delle E.464, ha inizio un graduale disimpegno di queste macchine, tanto da spingere Trenitalia a proporre in vendita sul mercato parte di questa tipologia di locomotive, ancora valide per caratteristiche tecniche. La gara è scaduta senza riscontrare alcun esito il 31 gennaio 2023.
Pochi mesi più tardi, nell'ambito di un piano di nuove riassegnazioni, le E.402B.116 e 172 entrano a far parte della società "Treni Turistici Italiani", la nuova compagnia del gruppo FS nata per offrire servizi ferroviari dedicati a un turismo di qualità sostenibile, attento a riscoprire le ricchezze del territorio italiano; altre unità hanno subito analoga sorte nei mesi successivi. Attualmente Treni Turistici Italiani utilizza regolarmente le E.402B per effettuare i convogli periodici: Espresso del Cadore, Espresso Riviera, Espresso Versilia.

## Caratteristiche tecniche

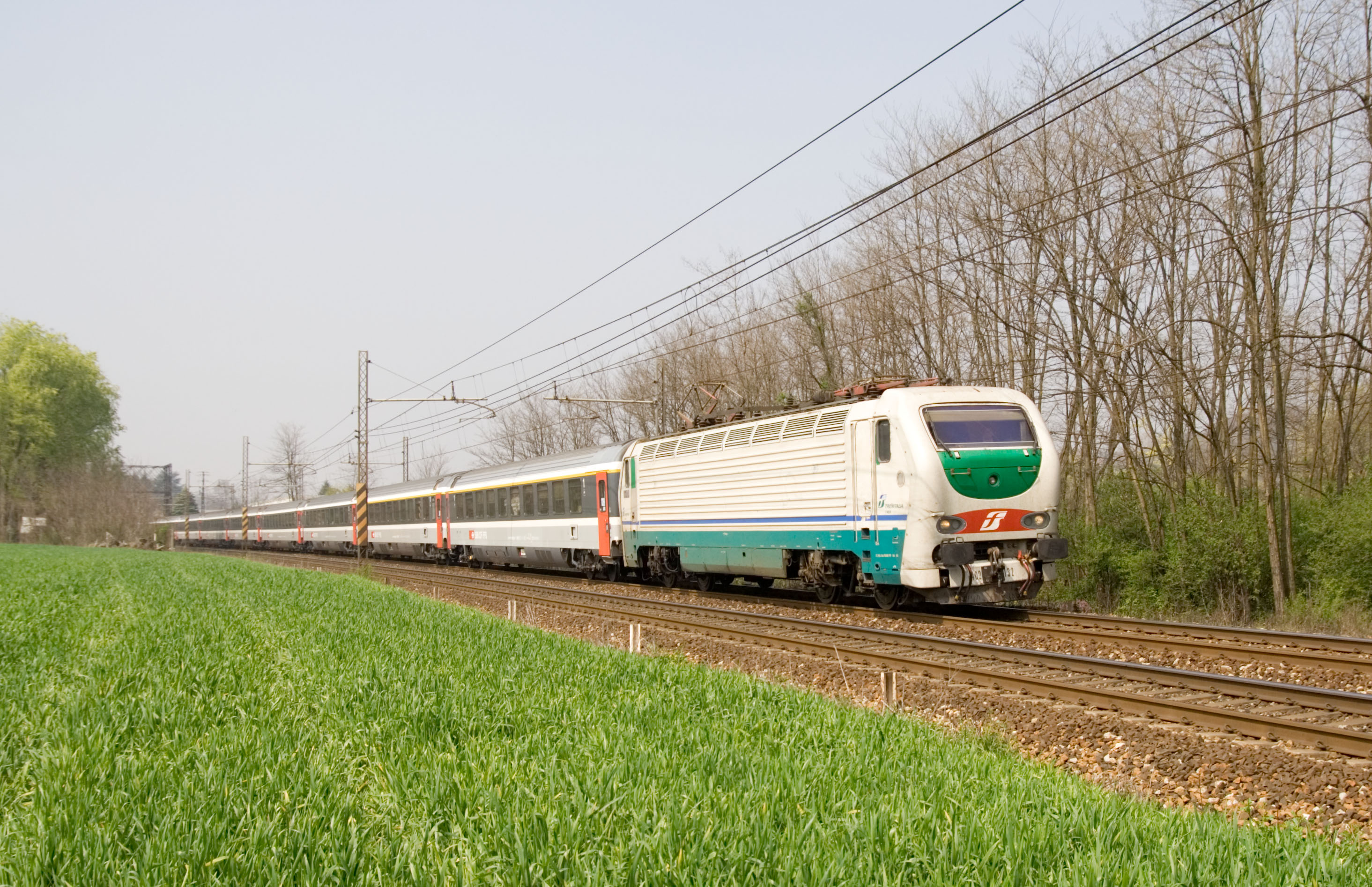
Locomotiva E402B al traino di un treno Eurocity

Le locomotive mantengono le stesse caratteristiche meccaniche delle precedenti E.402A da cui derivano, pur presentando un differente circuito elettrico ed elettronico. Lo stadio di ingresso ha una doppia funzione:
- Con alimentazione a 25 KV C.A. ha la funzione di raddrizzatore
- Con alimentazione a 3 KV C.C. ha la funzione di chopper

Lo stadio di potenza si basa su due inverter a GTO con raffreddamento ad acqua deionizzata fatta passare per apposite torri di raffreddamento (composte da un radiatore raffreddato dall'aria spinta contro esso da una ventola a vite).
La potenza continuativa delle locomotive è 5600 kW con punte di 6000 kW per mezz'ora.
Le motrici del gruppo "Francia" hanno avuto vari adattamenti per permetterne la circolazione sulle linee SNCF; in particolare, tali locomotive furono equipaggiate di 3 pantografi: per la captazione a 1,5 KV C.C. e 25 KV C.A., una coppia di pantografi monobraccio asimmetrici e per la captazione a 3 KV C.C., un pantografo romboidale tipo ATR90. Oltre ai diversi pantografi, la versione "Francia" possedeva anche dispositivi di sicurezza SNCF, quali VACMA (Veille Automatique Contrôle Maintien d'Appui) e RSO (Répétition Optique des Signaux/KVB Contrôle Vitesse par Balise), l'apparecchiatura RADIO SNCF, il segnalatore d'emergenza tramite lampeggiamento del faro frontale e l'inibizione sabbiere. 
La E.402B.149 è l'unica ad aver ricevuto l'aggiornamento dell'azionamento elettronico del tipo IGBT a transistor, sebbene risulti accantonata a Firenze Osmannoro a seguito di un incendio. Le unità 101 e 142 per i treni diagnostici rivestono una nuova livrea RFI giallo-blu. 

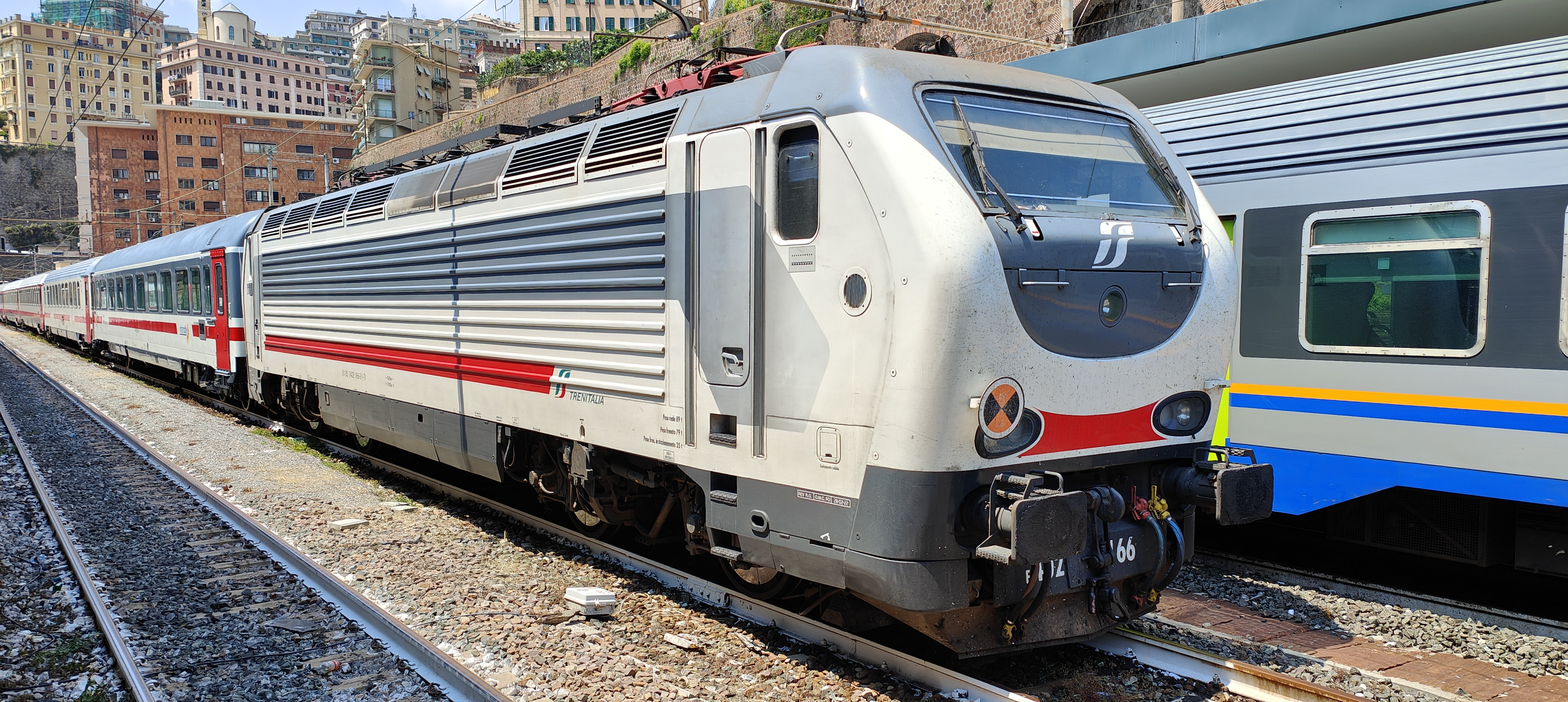
La 402B.166 del 1999 a Genova Principe nell'estate del 2023

Le E.402B sono utilizzate soprattutto per servizi InterCity Giorno e InterCity Notte in abbinamento a carrozze Z1 o GC. Per i servizi merci veniva utilizzata solamente la suddetta versione "Francia". Tutte le macchine sono predisposte per il telecomando TCN e possono viaggiare, quindi, anche in composizione bloccata con carrozze semipilota tipo Z1.
Negli ultimi anni non è infrequente vederle circolare in regime di comando multiplo in trazione simmetrica, onde permetterne la reversibilità dei convogli, con una macchina in testa e una in coda di rimando.

## Livree
La prima livrea è stata la livrea “Pininfarina”, che prevedeva:
- la cassa grigio scuro;
- i frontali e l'imperiale grigio chiaro;
- la fascia superiore della cassa e i bavaglini frontali verde scuro.

La seconda livrea è stata la livrea XMPR, che prevedeva:
- La cassa, i frontali e l'imperiale bianco ghiaccio;
- La fascia inferiore della cassa e i bavaglini verde XMPR;
- Una sottile striscia blu sopra la fascia.

La terza livrea è stata la livrea Frecciabianca, che prevedeva:
- La cassa e i frontali bianco;
- L'imperiale e i bavaglini grigio scuro;
- La sottile fascia superiore della cassa rossa;
- La fascia inferiore grigia sotto e rossa sopra, con due ondine verdi poco distaccate alle estremità, a ricordare la bandiera italiana;
- Una scritta centrale grande o due laterali più piccole con la denominazione "FRECCIABIANCA".

Dal 2020 questa livrea è stata oggetto di una lieve rivisitazione stilistica che ha mantenuto comunque in uso gli identici elementi cromatici della carrozzeria, ricevendo la livrea Frecciabianca 2.0.
La livrea attuale per i convogli Intercity Giorno prevede:
- La cassa bianca;
- I frontali bianchi inferiormente e grigi superiormente;
- L'imperiale grigio;
- La fascia inferiore grigio scuro;
- Due fasce al centro, una più spessa grigia e una più sottile rossa.

In tutte queste livree, eccetto la prima "Pininfarina", vi è una striscia rossa tra i fanali, la cui forma è variata continuamente.
Durante la cerimonia di presentazione del primo convoglio HTR 412 interCity di Trenitalia, il 22 marzo 2024, le locomotive E.402B.125 e 135 vengono presentate in una inedita livrea per i servizi interCity Notte, contraddistinta dai colori azzurro e blu, secondo gli standard della nuova corporate interCity aziendale attribuita a tale segmento. Nel breve periodo la nuova livrea sarà estesa a tutte le unità che verranno destinate ad assolvere tale incarico.
Accanto ad esse sono state realizzate nel tempo delle livree dedicate, che hanno rivestito o rivestono un numero limitato di macchine, come quella per il Treno Misure Archimede (utilizzata per l'omonimo convoglio diagnostico), che prevedeva in origine:
- La cassa e i frontali bianchi;
- Una fascia obliqua blu lungo la cassa;
- Imperiale grigio e bianco;
- Bavaglini e sottocassa blu;
- Sottile fascia blu a filo cassa;
- Palpebre dei finestrini grigio antracite;
- Scritta "Archimede Treno Misure di Rete Ferroviaria Italiana" lungo la cassa.

Attualmente le E.402B in uso per il Treno Misure Archimede, eccetto la 149, vestono una nuova livrea, che prevede:
- La cassa gialla-blu, riportante sulle fiancate il logo RFI, assieme al numero di serie dell'unità;
- Imperiale e bavaglini blu.

Da luglio 2023 gli esemplari assegnati alla società "FS Treni Turistici Italiani" adottano una livrea specifica che ricorda quella del Treno Azzurro. Nella sua configurazione sperimentale, comparsa solo sulle unità 116 e 172, essa prevedeva: 
- La cassa e i frontali azzurro-blu;
- Bavaglini neri;
- Fascia antinfortunistica rossa tra i fari;
- Fascia tricolore, per simboleggiare i colori della bandiera italiana, sopra il livello dei fari.

Pochi mesi dopo tale configurazione è stata oggetto di modifiche sostanziali che ne hanno comportato la rivisitazione nell'aspetto attuale, mediante l'eliminazione della fascia tricolore sopra il livello dei fari:
- La cassa azzurro-blu;
- Bavaglini blu;
- Fascia antinfortunistica rossa tra i fari di dimensioni maggiorate;
- Scritta con logo "FS Treni Turistici Italiani" alle fiancate.[12]

A novembre 2024 questa livrea risulta applicata alle macchine: 116, 128, 131, 165, 172, 180.

## Progetti abbandonati
Per garantire in marcia l'accessibilità alle carrozze da parte del personale di servizio, nel dicembre 2019 fu annunciata da parte di Trenitalia l'imminente indizione di una gara d'appalto per la riqualificazione di 30 macchine del gruppo, due lotti da 15 ciascuno, prevedendo il taglio di una delle cabine di guida, trasformandole di fatto in monocabina come le E.401, mediante il ripristino dell'alimentazione a 25 kV c.a., in modo da aprire a queste locomotive le porte della rete Alta Velocità Italiana e comprendendo nell'operazione l'aggiornamento degli azionamenti elettronici; ciononostante, a seguito del passaggio di alcune E.464 cedute dalle varie DTR regionali presso l'asset di Trenitalia dedicato ai convogli a lunga percorrenza - Intercity e Frecciabianca - il progetto non si è più realizzato.